# Haplogrupo M (ADNmt)
En genética humana el haplogrupo M es un haplogrupo mitocondrial cuyos descendientes están esparcidos por todos los continentes, siendo predominante en Eurasia Oriental. Tiene una antigüedad aproximada de 60 000 a 65 000 años y probablemente se originó en la India. Está definido por los marcadores genéticos 489, 10400, 14783 y 15043.
Dada su gran distribución global se le llama también macrohaplogrupo M*, y al igual que el haplogrupo N* es derivado del haplogrupo L3. Cuenta entre sus descendientes a los haplogrupos C, Z, D, E, G, Q y numerosos subgrupos de M. 

## Origen
El origen del haplogrupo M, al igual que N, está relacionado con la expansión del Homo sapiens fuera de África. Es probable que primero pobladoras L3 dejaran el África Nor-oriental (Etiopía) atravesando el Cercano Oriente y que al llegar a la India hace 60 000 años dieran origen al haplogrupo M. El origen indostánico se ve reforzado por la gran cantidad de haplogrupos antiguos derivados de M presentes al Sur de Asia; además es en India y Bangladés donde se encuentra la mayor concentración del macrohaplogrupo M* con frecuencias que van del 60 al 80 % de la población.

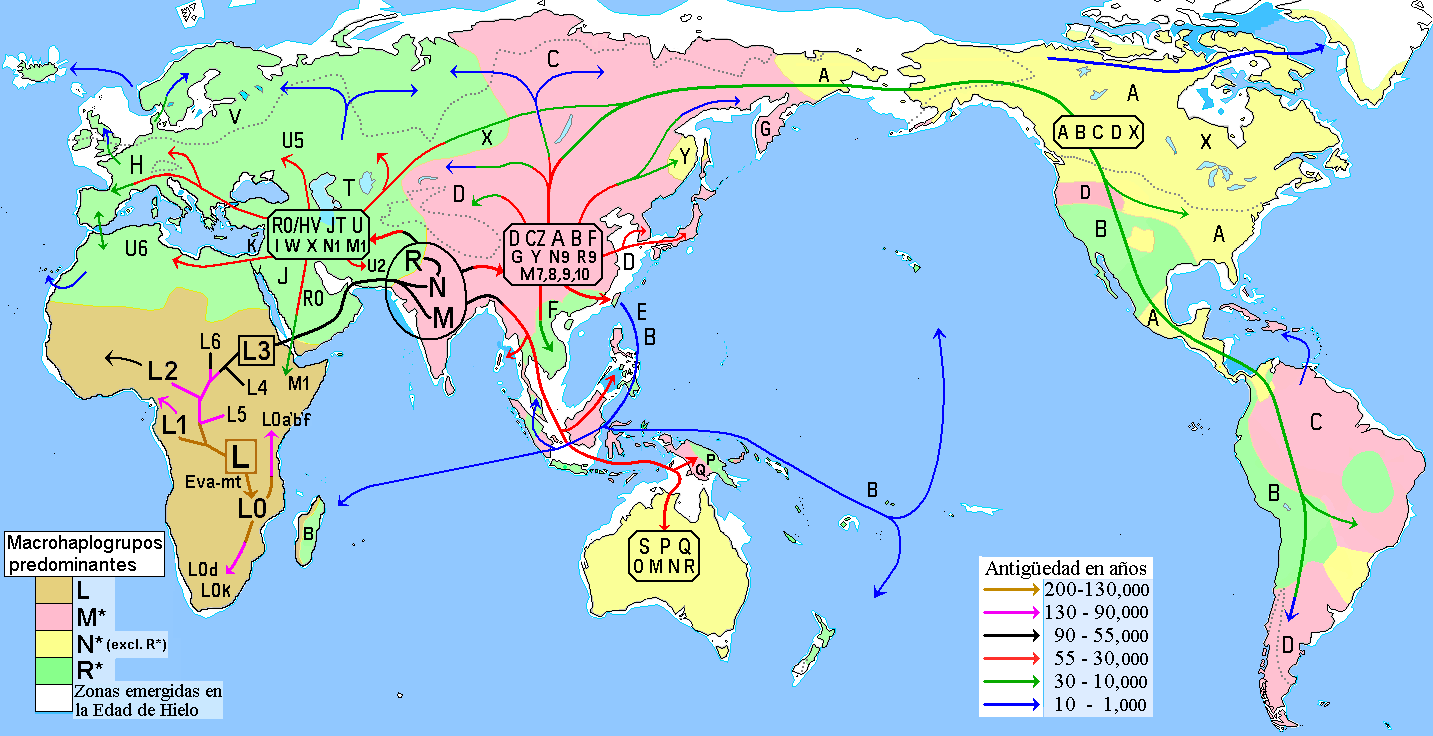
En color rosa-malva, zonas de predominio del Haplogrupo M y sus descendientes en poblaciones nativas.

La población precursora de este grupo, habitó durante la Edad de Hielo llamada Würm/Wisconsin, última que conoció la tierra terminando el Pleistoceno, llamada también la “glaciación antropológica” que comenzó hace 100 000 años y terminó hace 10 000. M se desarrolla en regiones meridionales, que aún durante este período presentaban climas tan benignos y tropicales como los de África de donde provenían. Esta región iba en un continuo desde el valle del Indo hasta Sondalandia (Sureste asiático), y resultaron muy favorables para el crecimiento demográfico, de tal manera que probablemente no exista en el Paleolítico un caso similar de rápida diversificación genética; tal como lo demuestran los numerosos descendientes de M representados por al menos 44 clados descubiertos que ya están bien definidos.

## Dispersión
Desde la India se produce una expansión principalmente costera hacia el Sudeste de Asia de los descendientes de M conjuntamente con otros descendientes de N, y desde allí continúa una subsecuente expansión hacia el Asia Oriental (China) por un lado y otra hacia Sahul (Australia) por el otro; así pues estas poblaciones representan a los primeros Homo sapiens que colonizaron estas regiones y al mismo tiempo constituyen la base del origen de las actuales poblaciones nativas del Extremo Oriente y Oceanía.
En sentido opuesto, una migración trayendo el haplogrupo M1 hacia el Cercano Oriente regresaría al África, lo que se relaciona con la expansión de las lenguas afroasiáticas, si bien algunos autores consideraban a M1 de origen no indio por la posible aparición de mutaciones paralelas, esto quedaría desvirtuado ya que en realidad M1 es un subgrupo que descendería del clado M1'20'51, el cual tiene además una relación con las migraciones que se dirigieron hacia el Extremo Oriente. La evidencia sugiere que M1 coloniza África durante el neolítico.
Muchos de los primeros pobladores americanos, los cuales provienen de Siberia, descienden del macrohaplogrupo M (subgrupos C y D) y bien pudieron ser los primeros en colonizar América; pues al extremo Sur de Sudamérica su frecuencia se acerca al 100 % en las poblaciones nativas como los mapuches, patagones y fueguinos. Incluso se encontró una variedad del haplogrupo M en restos de pobladores amerindios en Columbia Británica de hace 5000 años, así como los restos más antiguos analizados genéticamente, encontrados en la isla del Príncipe de Gales (costa del Pacífico de Alaska) de hace 10 300 años.

## Subgrupos de M* y su distribución
El haplogrupo M (489 10400 14783 15043) y sus haplogrupos descendientes se relacionan del siguiente modo:
- Haplogrupo M
  - M1'20'51 (14110)
    - M1 (195 6446 6680 12403 12950C 16129 16189 16249 16311): Encontrado en el Cuerno de África, especialmente en Etiopía con 15 % y Somalia 11 %, Importante también en África del Norte y Medio Oriente. Frecuencias menores en África Oriental, Sur de Europa y Cáucaso.[10]
      - M1a (o M1abd): Bien extendido en la región del Mediterráneo, llegando a África Oriental y el Cáucaso, y con la mayor frecuencia en Etiopía.[4]
      - M1b (o M1c): El Mediterráneo, llegando en África hasta Senegal.[10]

    - M20: En China.[11]
    - M51: En Camboya,[12] pueblo cham, Sumatra.

  - M2 (447G 1780 8502 11083 15670 16274 16319): Característico del subcontinente indio, con altas concentraciones al SE de India y en Bangladés. La mayor diversidad está entre tribus drávidas.[13]
    - M2a: En Bangladés y Andhra Pradesh (India) con 10 %.[14]
    - M2b: En India, especialmente en Kerala y Karnataka. En Bangladés.

  - M3: Altas concentraciones al NO de India y al oeste, en especial en Karnataka (39 %).[14] También en Pakistán.
    - M3a: Especialmente al noroeste de la India; en parsis de Bombay 22 %[15] y tribus del suroeste de la India.
    - M3b: Tribus del centro de la India.[16]
    - M3c
      - M3c1a o M51: En India y Nepal.[17]
      - M3c1b o M54: Tribus del centro de la India.[16]

  - M4"67 (12007)
    - M4 (16311)[18]
      - M4a o M4: En Pakistán, India.
      - M4b o M65: En China y Este de Arabia. En la antigua Terqa, actual Siria.[19]
      - M4c o M66: En Nepal.
      - M4d o M67

    - M18'38 (246)
      - M18: En el subcontinente indio. En Bengala Occidental frecuencias del 27 %[14]
      - M38: En la India.

    - (16189)
      - M19: En nativos batak.[20]
      - M45: En tribus del centro de la India[16] y en China.
      - M53: Tribus del Centro de la India.[16]
      - M54 (o M51): India y Nepal.[17]

    - M30: Ampliamente distribuido en la India, tanto en caucasoides como australoides.[10] También se ha encontrado en Pakistán, en el Medio Oriente (Palestina, Yemen, Arabia), África del Norte (Egipto, Túnez) y Sur de China.
    - M37: En Gujarat, India[2]
    - M43: En Nepal y en etnias al Nordeste de la India como los monba y shertukpen.[16]
    - M63: Tribus gond (madia gond) del centro de la India.[16]
    - M64 o M50: Tribu nihali del Centro-oeste de la India.[16]
    - M66 o M4c: En Nepal.

  - M5: Especialmente en Orissa, India[2]
    - M5a'd
      - M5a: India, Nepal y Rusia.[21] Es típico del pueblo gitano (20-28 %).[22]
      - M5d: Nepal.

    - M5b'c
      - M5b: Tribus del Este de la India.[16]
      - M5c: Nepal.

  - M6: En Arunachal Pradesh (India), Cachemira[14] y Bangladés.
  - M7 (6455 9824): Este y Sudeste de Asia, especialmente en Tailandia con 22,5 %,[23] Japón, Corea e Insulindia.
    - M7a: En Ryukyu 26 %, en ainus 17 % y en Japón en general 7,4 %[24] Poco en el Sudeste de Asia.
    - M7b-g
      - M7b'd'g
        - M7b: En Asia Oriental, en especial en Yunnan (China), Hong Kong y tribus al norte de Taiwán. También en Borneo (Indonesia).
        - M7d: Buriatos.[25]
        - M7g: En China.

      - M7c'e'f
        - M7c: En Borneo 21 %, Filipinas 19 % y Corea 4 %,[24] Manchuria 17,5 %.[23] En aborígenes de Taiwán y en Vietnam 9 %.
        - M7e: Checos.
        - M7f: En China.

  - M8 (4715 7196A 8584 15487T 16298)
    - M8a: Asia Oriental, SE de Asia y Siberia, especialmente en Koriakia (ulchis y koriakis).
    - CZ
      - Haplogrupo C
        - C1: Extendido en amerindios.
        - C4: En Eurasia Oriental, típico de Siberia y menor en Asia Oriental y del Sudeste.

      - Haplogrupo Z: En poblaciones de Eurasia como hazaras, fineses y samis. También en Rusia, Corea, China y Asia Central.

  - M9 (4491 16362)
    - M9a'b (153 3394)
      - M9a: Asia Oriental, especialmente en el Tíbet (18,5 %). También en el Sudeste de Asia, Asia Central, India y varias etnias del sur de Rusia.
      - M9b: En los hui y cham.

    - Haplogrupo E: Especialmente en austronesios.[26]
      - E1
      - E2

  - M10: En Asia Oriental: China, Japón y especialmente en el Tíbet. También en el Sudeste de Asia (Vietnam, Tailandia), Asia Central y Siberia.
  - M11: En China, Japón y extremo Este de la India.
  - M12'G
    - M12: En Tíbet, poco en Japón y Sudeste de Asia.
    - Haplogrupo G: Aisladamente en Asia, particularmente en Japón y Tailandia. Las más altas frecuencias en Siberia en itelmenis y koriakis.
      - G1
      - G2
      - G3

  - M13'46'61
    - M13: Poco en el Sur de Siberia y Mongolia.
      - M13a: En Japón y Tíbet.[27]
      - M13b (también reseñado como M21b): En nativos semang, en India y Nepal.[9]

    - (16362)
      - M46: Pueblo moken de Tailandia.[28]
      - M61: Tribus del Nor-este de India;[16] antigua Terqa, actual Siria.[19]

  - M14 (234, 4216, 6962)
    - (DQ904234): Arabia Saudita.[29]
    - (EF495222): Australia.

  - M15 (o M13): En nativos de Australia se encontró 22 %.[30]
  - M17 o M45: Bien extendido en el Sudeste de Asia (Indonesia e Indochina).[31]
    - M17a: Indonesia.
    - M17c: Indonesia, Camboya.

  - M21: En el Sudeste de Asia, especialmente entre los negritos semang de Malasia como los mendriq con 87 % y los batek 48 %[32]
    - M21a: Principalmente en los semang de Malasia. También en aborígenes malayos, en Tailandia y Filipinas.
    - M21c'd
      - M21c: Filipinas, semelai (aborígenes malayos de Malasia).
      - M21d: Vietnam, Tailandia, Bali (Indonesia).

  - M22: En los pueblos malayo,[33] cham, vietnamita y en China.
  - M23'75
    - M23: Poco en Madagascar.[34]
    - M75: En China, especialmente en los han.[11]

  - M24'41
    - M24: En Palawan (Filipinas).[20]
    - M41: En drávidas de Andhra Pradesh[2] y en otras zonas al este de la India.

  - M25: En Himachal. También en Kerala, Maharashtra y otros estados de la India.[15]
  - M26: En Sumatra (Indonesia).[35]
  - M27: En Melanesia: Islas de Papúa Nueva Guinea y Salomón.[36]
    - M27a: Bougainville.
    - M27b: Nueva Bretaña.
    - M27c: Nueva Irlanda y Bougainville.

  - M28: Característico de Melanesia, encontrándose en Vanuatu, Papúa Nueva Guinea, Nueva Caledonia, Islas Salomón y Fiyi, con la frecuencia más alta en la isla de Nueva Bretaña con 41 %.[36] Poco en Polinesia (Samoa y Tonga).
    - M28a: Vanuatu, Nueva Bretaña y Malaita.[37]
    - M28b: Nueva Bretaña.

  - M29'Q
    - M29: Nueva Bretaña (Papúa Nueva Guinea).[37]
    - Haplogrupo Q: Típico de Oceanía, destacando Papúa Occidental con 65 %.[38]
      - Q1'2
        - Q1: En melanesios, polinesios[37] e islas menores de la Sonda (Indonesia).
        - Q2: En aborígenes australianos y en Papúa Nueva Guinea.

      - Q3: En papúes.

  - M31
    - M31a: En los negritos onge y jarawa de las islas Andamán y tribus lodha del Este de la India.[39]
    - M31b'c
      - M31b: Hablantes de lenguas rajbanshi (indoarianos al Este del subcontinente indio).
      - M31c: Nepal.

  - M32'56
    - M32
      - M32a: En los gran andamaneses, onge y jarawa de las Islas Andamán.[39]
      - M32b (o M46): Madagascar.[34]

    - M56: Korku, tribu munda del Centro de la India.[16]

  - M33: En India.
    - M33a: India, especialmente en los garo,[40] Nepal, Birmania, Egipto.
    - M33-T16362C: En el norte de India.[41][42]
      - M33b: Megalaya, Bengala Occidental, Birmania y Nepal.[17]
      - M33c: En China (han, zhuang, Yao, Miao, tibetanos)[43] y Sudeste Asiático (pueblo kinh en Vietnam y Pueblos tai en Tailandia)[43] y en los judíos asquenazi (de Bielorrusia, Lituania, Letonia, Ucrania, Polonia, Hungría y Rumania)[44]

    - M33d: India.[42]

  - M34'57
    - M34: En Karnataka[2] y otros estados de la India.
    - M57: Tribus de la India del Oeste.[16]

  - M35
    - M35a: India.
    - M35b: India, Nepal y Eslovaquia.[45]

  - M36: Sur de la India.[16]
  - M39'70
    - M39: Disperso en la India, especialmente al Sur y Este.[16]
    - M70: En China.

  - M40'62
    - M40: Al este de la India, principalmente.[16]
    - M62 o M16: Típico del Tíbet.[27]

  - M42'74
    - M42: En Australia e India.[46] Encontrado en Adonara (Indonesia).[47]
      - M42a: En aborígenes australianos.
      - M42b: En tribus austroasiáticas y drávidas del Centro de la India.

    - M74
      - M74a: En China e Indochina.[11]
      - M74b: En Filipinas.[48]

  - M44 o M55: Costa Oeste de la India.[16]
  - M47: Poco en Sumatra.[31]
  - M48:[40] Oeste de la India.
  - M49 (o M59): Extremo Oeste de la India;[16] antigua Terqa (territorio de la actual Siria.[19]
  - M50: Poco al oeste de la India.[40]
  - M52'58
    - M52 (o M48[49]): Raramente en Arabia Saudita[29] e India.[5]
    - M58: India.[16]

  - M60: En Arunachal Pradesh (India).[16]
  - M71: Al sur de China, en Tailandia, Vietnam, Indonesia, Filipinas y Malasia.[11]
  - M76: Poco al sur de China y en el Sureste asiático.[11]
  - M80'D
    - M80: En nativos batak (negritos de las Filipinas).[20]
    - Haplogrupo D: Al este de Eurasia, en América, Asia Central y ocasionalmente llega a Europa.
      - D4: Extendido en Asia Oriental, Sudeste de Asia, Siberia, Asia Central y América originaria.
      - D5: En el Extremo Oriente.